# Schwa
En lingüística y fonología, schwa (pronunciado aproximadamente /ʃwa/) se refiere al sonido de la vocal media-central no redondeada del centro de la plantilla de vocales, acentuada o no. En la transcripción fonética del AFI, se escribe como ə, letra también llamada «schwa». En este caso, puede usarse el término vocal media central en vez del término «schwa» para evitar ambigüedades. En algunas lenguas existe un timbre vocálico como este, siendo la vocal tónica.

## Etimología
La palabra «schwa» proviene de la palabra hebrea שְׁוָא (šěwā’, /ʃəˈwa/, en hebreo moderno shva [ʃva]), que significa 'cero, nada'. Al principio, se refería al sheva que es tipo de niqqud (marca vocálica usada en el alfabeto hebreo) que consiste en un par de puntos en vertical bajo una letra. El signo tiene dos usos: uno, para indicar el sonido vocálico schwa, y otro, para indicar la ausencia completa de una vocal. El término fue introducido en lingüística histórica por Jacob Grimm a principios del siglo XIX; de hecho, schwa refleja la ortografía alemana que se usó para transcribir el término hebreo.
El símbolo ⟨ ə ⟩ fue usado por primera vez por Schmeller (ver Academia de Ciencias de Baviera) para la vocal reducida que aparece al final de la palabra alemana Gabe. Ellis, en su alfabeto de paleotipos, la usó para el sonido del inglés de la vocal de but que es similar al sonido átono del alemán.
Estos usos no entran en conflicto porque en el idioma hebreo la schwa es una vocal epentética, o sea que equivale a la ausencia completa de una vocal. A veces, el término «schwa» se utiliza para indicar cualquier vocal epentética, dado que estas varían según la lengua en cuestión.

## Descripción del sonido
La schwa es el sonido vocálico más común en inglés. Se trata de un sonido vocálico muy breve y neutro y, como todas las vocales, su calidad precisa varía según las consonantes adyacentes. Corresponde a la vocal inacentuada en muchas sílabas inacentuadas, como la a en about, la o en synonym, er en teacher o la or en doctor, etc. Por lo general, se describe como el sonido estadounidense «er» o el británico «ah». En la pronunciación general del inglés estadounidense, la schwa es una de los dos sonidos vocálicos que se pueden convertir en vocal aproximante [ɹ], el sonido en palabras con sílabas «er» átonas, como en dinner, etc. En la mayoría de las variedades del inglés, el schwa sólo se da en sílabas átonas, pero en el inglés de Nueva Zelanda y de Sudáfrica, el sonido vocálico frontal laxo (como en la palabra bit) ha cambiado a abierto y posterior, con lo cual, en la actualidad, se asemeja a la schwa. En estos dialectos, este sonido presenta variantes tanto átonas como tónicas. 
Muchas lenguas tienen sonidos similares a la schwa, por ejemplo, en francés hay una e corta inacentuada que, en este idioma, es redondeada y menos central, más parecida a una vocal semiabierta o semicerrada. Es casi siempre átona aunque en búlgaro y en afrikáans existen las schwas tónicas. Muchas de las lenguas caucásicas y de las urálicas (por ejemplo, el komi) también usan la schwa fonémica y permiten que sean tónicas. En neerlandés la vocal del sufijo -lijk, como en waarschijnlijk (probablemente) se pronuncia como una schwa. En los dialectos orientales del catalán, incluyendo la variedad estándar, una «a» o una «e» átona se pronuncian como schwa (llamada vocal neutra). En los dialectos del catalán hablados en las Islas Baleares puede aparecer la schwa tónica.
Entre otras grafías de este sonido encontramos: <ė> en lituano, <ă> en rumano y <ë> en albanés.

### En indoeuropeo
El término «schwa» también se usa para vocales de cantidad indefinida (en vez de sonido neutro) en la reconstrucción del protoindoeuropeo. Se observó que, cuando en la mayoría de los casos a en latín y griego clásico corresponde a a en sánscrito, hay casos en los que esta lengua tiene i mientras que aquellas tienen a, como en pitar (sán.) vs. pater (lat. y gr. clá.). Esto postula que el schwa indoeuropeo se desarrolló en la teoría laríngea. La mayoría de los estudiosos del protoindoeuropeo postulan ahora tres fonemas diferentes en vez del simple schwa indistinto. Algunos estudiosos postulan aún más, para explicar otros problemas en el sistema vocálico protoindoeuropeo. La mayoría de las reconstrucciones de *-ə- en literatura antigua corresponden a *-h2- en notación contemporánea.